# San Antonio de los Baños, Kuba
San Antonio de los Baños är en ort i Kuba.   Den ligger i provinsen Artemisa, i den västra delen av landet, 29 km söder om huvudstaden Havanna. San Antonio de los Baños ligger 62 meter över havet och antalet invånare är 42 724.
Terrängen runt San Antonio de los Baños är platt, och sluttar söderut. Runt San Antonio de los Baños är det ganska tätbefolkat, med 139 invånare per kvadratkilometer. Närmaste större samhälle är Boyeros, 16,3 km nordost om San Antonio de los Baños. Trakten runt San Antonio de los Baños består till största delen av jordbruksmark.